# Cryptops rossi
Cryptops rossi är en mångfotingart som beskrevs av Chamberlin 1955. Cryptops rossi ingår i släktet Cryptops och familjen Cryptopidae.
Artens utbredningsområde är Colombia. Inga underarter finns listade i Catalogue of Life.